# Locais da Terra Média
As histórias de J. R. R. Tolkien, na Terra-média, contêm referências a diversos lugares. Alguns destes locais são descritos abaixo.

## A
Abismo de Helm
Foi o local de refúgio de Théoden, Rei de Rohan e de seu povo, onde enfrentou as legiões de Saruman, vindas de Isengard. Tal fortaleza tinha apenas uma fraqueza: um pequeno canal semelhante a um esgoto, onde foi detonado um explosivo que possibilitou a passagem dos Uruk-hais. Foi lá que ocorreu a vitória de Rohan contra o exército de Isengard, e isso foi um fato muito significativo para a história da Terceira Era da Terra-Média.
Almaren
É uma ilha no Grande Lago, na Terra Média, onde os Valar inicialmente se fixaram em Arda. Lá foram instaladas as Duas Lâmpadas dos Valar, e Manwë, diante do imenso trabalho de todos, ofereceu uma festa. Esses tempos, conhecidos como a Primavera de Arda foram aqueles em que Tulkas casou-se com Nessa e também aqueles em que Melkor, aproximando-se pelo Norte, iniciou a construção de Utumno, sua fortaleza. Nessa época as Duas Lâmpadas também foram destruídas por Melkor, mudando toda a configuração original da Terra-média. Os Valar então foram obrigados a encontrar outro reduto, e o escolhido foi o Oeste, o continente de Aman, onde ergueram as Pelóri e fundaram Valinor.
Alqualondë
Conhecida como Porto dos Cisnes, é a principal cidade e porto dos teleri nas costas de Aman. Era governada por Olwë irmão de Elwë. Quando houve a Revolta dos Noldor, Fëanor pediu os barcos dos teleri, mas estes se negaram e então ocorreu uma batalha entre as duas famílias, o Fratricídio de Alqualondë; a primeira morte de elfos por elfos. Após a luta, Fëanor levou os barcos por sobre o mar chegando às costas da Terra-média e em Losgar ele os queimou, abandonando Fingolfin em seu povo na terra desértica de Araman.
Aman
Aman, as Terras Imortais, é um continente que fica a oeste da Terra-média, no grande oceano de Belegaer, embora na época de O Senhor dos Anéis ela ficasse em um lugar inacessível aos humanos e somente com barcos dos elfos podiam chegar. É em Aman que fica a terra dos Valar e das três estirpes de elfos: os Vanyares, os Noldor e os Teleri. A ilha de Tol Eressëa fica no lado leste.
Depois da destruição da terra de Almaren, em tempos muito antigos, os Valar foram para Aman, e lá formaram o reino de Valinor. Procurando isolar-se, eles ergueram uma grande cadeia de montanhas, chamadas Pelóri, na costa leste, e colocaram Ilhas no oceano para prevenir a chegada de estranhos a Aman.
Por razões desconhecidas, os Valar deixaram duas terras fora da muralha das Pelóri: Araman, no nordeste, e Avathar, no sudeste. Ungoliant, um ser antigo em forma de aranha (da linhagem dos Maia), conseguiu morar em segredo em Avathar. Quando Melkor foi solto de seu cativeiro, ele foi para Avathar e, com a ajuda de Ungoliant, destruiu as Duas Árvores.
O primeiro navegador que conseguiu atravessar as Ilhas foi Eärendil, que foi a Valinor para pedir perdão aos Valar em nome dos Elfos e Humanos, e também ajuda contra Melkor. Sua jornada foi bem-sucedida e os Valar entraram novamente em guerra, e decidiram tirar as Ilhas de lá.
Logo após isso, a grande ilha de Númenor foi erguida do oceano, perto dos portos de Aman, e as Três Casas dos Humanos foram levadas para lá habitar.
Posteriormente foram chamados de Dúnedain, os Homens do Oeste, e foram agraciados com muitos presentes dos Valar e dos Elfos de Tol Eressëa.
Os Valar então recearam, e com razão, que os Númenorianos poderiam querer entrar nas Terras Imortais para ganhar a própria imortalidade, sem saber que não é a Terra que faz seu povo imortal, mas o contrário, e que um mortal em Aman continuaria mortal. Portanto, proibiram-nos de navegar muito a oeste. Mas os numenorianos, com a incitação de Sauron que se apresentava belo e sábio à época, violaram a proibição e pisaram em Aman. Os Valar então apelaram a Eru, o Único, que fez desmoronar uma parte das Pelóri nos exércitos humanos, e dizem que o exército ainda vive sob as rochas, afundaram a ilha de Númenor e transformaram a Terra-Média.
À luz desses acontecimentos, Eru tirou Aman dos Círculos do Mundo. Àquela época, a Terra era plana. Foi então partida em duas, e uma parte conteve a Terra-média, de modo que a Rota de Eärendil, que começava no oeste, ia simplesmente emergir no extremo leste.
Para os Elfos, no entanto, foi construída a Rota Plana, que ignora a curvatura da Terra e chega a Aman. Pouquíssimos não-elfos passaram por essa Rota, incluindo Frodo Bolseiro, Bilbo Bolseiro, Gandalf e Gimli.
Angmar
É um reino no mundo imaginário de J. R. R. Tolkien, a Terra Média, fundado no ano 1300 da Terceira Era no norte longínquo das Montanhas Nebulosas pelo Senhor dos Espectros do Anel, que ficou conhecido como o Rei Bruxo de Angmar. Uma vez que o Rei Bruxo era um servo do Senhor do Escuro Sauron, presume-se que as guerras de Angmar contra os reinos sucessores de Arnor foram feitas na licitação de Sauron de destruir um importante aliado de Gondor. Também pode-se presumir que as guerras contra Arnor eram uma tentativa de encontrar o Um Anel, como Isildur estava indo para Arnor para fazer o Anel uma herança do reino quando ele foi morto.
A capital de Angmar era Carn Dûm onde uma raça de homens maus vivia. Carn Dûm foi criada em uma data desconhecida, perto do Monte Gundabad.
Logo após Angmar ser fundado, travou uma guerra contra os reinos Dúnedain de Arthedain, Cardolan e Rhudaur. O Rei Bruxo conquistou Rhudaur, o mais fraco dos reinos de Arnor, e substituiu seu rei por um dos nativos Homens das Montanhas, uma tribo de homens que possivelmente descendia do "amaldiçoado" rei Ulfang.
Agora sob controle do Rei Bruxo, Rhudaur em 1356 da T.E. invadiu Arthedain e no ataque, o rei de Arthedain Argeleb I foi morto. No entanto, com a ajuda dos exércitos de Cardolan, o reino de Arthedain conseguiu manter uma linha de defesa ao longo dos Montes do Tempo.
No ano de 1409 da T.E., Angmar atacou Cardolan, destruindo o reino. Neste momento, Rhudaur desapareceu, deixando Arthedain como o último reino Dúnedain de Arnor. Arthedain, desprovido de aliados, resistiu por mais 500 anos. O final veio em 1974 da T.E. quando Angmar juntou as suas forças e lançou um ataque final sobre Arthedain. Angmar tomou a capital de Arthedain, Fornost, destruindo assim o último reino dos Dunédain do Norte.
Um ano mais tarde, o príncipe Eämur de Gondor viajou para ajudar Arthedain, mas era demasiado tarde. O seu exército, juntamente como os restantes Dúnedain, os Elfos de Lindon, uma companhia de arqueiros Hobbits, e forças élficas de Valfenda liderador por Glorfindel conseguiram derrotar as forças de Angmar na Batalha de Fornost, mas o Rei Bruxo não foi morto. Escapou e fugiu para Mordor, e o seu reino de Angmar foi destruído. Foi depois desta batalha que Glorfindel fez a famosa profecia de que o Rei Bruxo não poderia ser morto por nenhum homem (ele foi, de fato, morto por uma mulher, Éowyn de Rohan, e um hobbit, Meriadoc Brandybuck, durante a Batalha dos Campos de Pelennor, daí a profecia foi cumprida, mas não da maneira que qualquer um esperava). O Rei Bruxo tinha conseguido o desejo de seu mestre: o poder dos Dúnedain do Norte foi destruído até o reinado de Elessar/Aragorn na Q.E..
Após a vitória, as forças de Angmar do oeste das Montanhas Sombrias foram completamente destruídas e deixaram de existir. Enquanto isso, as partes que se estenderam a leste das Montanhas Sombrias foram exterminadas pelos antepassados dos Rohirrim.
No final da Terceira Era, em sua viagem a Valfenda, Frodo Baggins, Meriadoc Brandybuck, Sam Gamgee e Peregrin Took foram capturados nas Colinas dos Túmulos. Após o resgate de Tom Bombadil, Merry pensou que eles haviam sido capturados pelos homens de Carn Dûm, mas depois aceitou isso como um sonho.
Amon Anwar
Era um pico a leste da cadeia de montanhas Ered Nimrais, e seu nome significa, em Sindarin, "Colina da Admiração". Era chamada originalmente de Eilenaer, e depois de Halifirien ("Montanha Sagrada"), nome também do último farol de Gondor que se assentava sobre seu topo.
Muitos acontecimentos de Gondor se deram ali, naquela montanha rodeada de um bosque. Lá foi enterrado Elendil por
seu filho, Isildur, que pediu aos Valar proteção ao local.
Amon Hen
A Colina da Vista, que fica no lado oeste dos bancos do Anduin, sobre a queda de Rauros. Foi perto daquele local onde a Sociedade do Anel foi quebrada, e de onde Frodo escapou das mãos de Boromir, e então começa sua viagem à Mordor juntamente com Sam.
Amon Lhaw
Gêmea de Amon Hen, colina que fica do lado oeste do Anduin. Amon Lhaw fica do lado leste, e fica entre as colinas pontiagudas de Emyn Muil, ficando sobre a queda de Rauros.
Angband
É a imensa fortaleza de masmorras de Morgoth no norte de Beleriand, região a oeste da Terra-média. Lá foram torturados vários elfos, e muitos outros foram presos. Inicialmente, foi chefiada por Sauron, mas depois da Queda de Utumno logo depois do Acordar dos Elfos, ficou sendo a fortaleza principal de Morgoth em Arda, para a qual ele debandou depois de destruir as Duas árvores.
E nela foi travada a última batalha da Guerra da Ira, onde Morgoth foi preso e jogado no Vazio.
Andram
É a longa muralha de montes que corta Beleriand de leste a oeste diagonalmente. Uma ponta é o monte Amon Ereb, e a outra é Nargothrond.
Amon Rûdh
É o monte com o topo vermelho que localiza-se ao sul de Brethil a oeste de Beleriand. É a casa do anão Mîm, que levou Túrin para lá habitar com os seus homens durante algum tempo, até serem atacados por orcs por traição de Mîm.
Andrast
No mundo imaginário de J. R. R. Tolkien, a Terra Média, o Andrast era um longo cabo na zona sudoeste de Gondor. Também conhecido como Ras Morthil, o Andrast era teoricamente uma parte de Gondor, mas não era ocupada por numenoreanos. No fim da Terceira Era, acreditava-se que a área ainda era ocupada por tribos dos Drúedain e outros homens hostis. Os Drúedain era conhecidos por usar setas envenenadas.Na verdade as terras dos Drúedain estendiam-se para o norte, acompanhando a costa até aos rios Adorn e Angren, e eram conhecidas como Drúwaith Iaur. A encosta das Montanhas Brancas acabava no Andrast e constituía uma barreira eficaz (aos invasores do norte) para Gondor.
Anduin
É o "Grande Rio", que corre por inúmeros lugares percorrendo muitas milhas em direção ao sul da Terra-Média, até desembocar na Baía de Belfalas, ao sul de Gondor. Nasce das Ered Mithrin (Montanhas Cinzentas), e das Montanhas Sombrias, até se encontrarem pouco depois. É o mesmo usado pela Comitiva, quando esta sai de Lórien, passando pelos Argonath.
Anfalas
Na Terra Média, o mundo imaginário de J. R. R. Tolkien, Anfalas era um nome Elfico de uma região de Gondor.
O Anfalas, ou a Longa Costa, também conhecida como Langstrand em Westron (a língua comum), encontra-se entre os rios Lefnui e Morthond, no sul dos Montes Verdes de Pinnath Gelin. A população era escassa e não havia cidades pois estava afastada do centro de Gondor.
Durante a Guerra do Anel, a população do Anfalas foi atacada pelos Corsários de Umbar.
Andúnië
Era um porto localizado na Baía epônima em Andustar, Númenor, e foi inicialmente sua mais importante cidade.
Anórien
É uma região de Gondor que encontra-se a norte de Minas Tirith e da linha das Montanhas Brancas, e foi a única parte do norte do reino, Calenardhon, que não foi oferecida aos Éothéod para se formar o Reino de Rohan.
Anórien formava uma estreita linha de terra constituído pelos vales das Montanhas Brancas, e as suas fronteiras eram o Rio Mering no oeste, e o rio Entágua no norte. A sua fronteira no leste era também a fronteira de Gondor, o Anduin.
Não havia cidades em Anórien, mas seguindo a linha da Grande Estrada que atravessava Rohan e levava ao Reino de Arnor foram construídos os Faróis de Gondor.
Annúminas
É uma cidade cujo nome, em Sindarin, significa Torre do Oeste ou Torre do Crepúsculo.
Já foi a capital de Arnor, nas praias do Lago Vesperturvo ou Nenuial, no norte de Eriador. Foi fundada por Elendil perto de onde o lago sobe para o rio Brandevin. Subsistiu por cerca de mil anos. No início dos dias de Arnor, era uma das glórias da Terra-média. Logo depois de sua fundação, porém, o número de Dúnedain diminuiu. A população de Annúminas sucumbiu à própria história, até que ficou deserta.
Na época da Guerra do Anel, no fim da Terceira Era, Annúminas já estava em ruínas há mais de dois mil anos. Há dicas nas inscrições de Tolkien que o rei Aragorn refundou a cidade e pode ter até sido transformada em capital do norte.
O Cetro de Annúminas, símbolo régio de Arnor, foi dado por Elrond a Aragorn quando Elrond foi a Gondor no início da Quarta Era para conceder a mão de sua filha Arwen ao rei.
Ard-galen ("Região Verde")
Mais tarde conhecido por Anfauglith (Poeira Sufocante), era uma grande planície verde que se encontrava a norte das terras altas de Dorthonion e a sul de Angband, a fortaleza de Morgoth nas Montanhas de Ferro, na Primeira Era.
Nos primeiros dias depois do nascimento do Sol, Ard-galen era uma rica planície verde, que se estendia desde Hithlum e das Ered Wethrin no oeste, às Ered Luin no este, e chegando às terras altas de Dorthonion no sul. Mas a planície tornou-se árida e desolada pelos rios de chamas e gases tóxicos que saíram de Angband na Dagor Bragollach. A partir dessa altura passou a ser conhecida como Anfauglith.
A Quinta Batalha das Guerras de Beleriand, a Nirnaeth Arnoediad (Batalha das Lágrimas Inumeráveis), foi travada nesta planície, e os cadáveres dessa batalha foram amontoados, formando um monte chamado Haudh-en-Ndengin, o monte dos Mortos, pelos Elfos, e Hauth-en-Nirnaeth, o monte das Lágrimas. Em toda a planície de Anfauglith, este foi o único local onde cresceu erva verde.
Como as outras terras à sua volta, Anfauglith afundou-se depois da Guerra da Ira no final da Primeira Era.
Argonath
Chamado também de "Pedras dos Reis", os Pilares dos Reis são enormes esculturas de Isildur e Anárion no rio Anduin, na entrada para a fronteira setentrional de Gondor.
Arnor
Dentro das obras de fantasia criadas por J.R.R. Tolkien, Arnor era o grande reino dos homens no norte da Terra Média. Ficava entre as Montanhas Nebulosas no leste e as Montanhas Azuis ao oeste, nas fronteiras de Lindon. Sua capital era Annúminas.
O reino de Arnor foi fundado por Elendil em 3320 da Segunda Era. Após o reinado de Eärendur em 861 da Terceira Era, Arnor foi divido em três reinos menores: Arthedain, Rhudaur e Cardolan.
O reino, que era dos dunedain, foi totalmente destruído em uma guerra contra Angmar na terceira era, e seus habitantes entraram em decadência depois disso. Foi reconstruída no início da quarta era pelo rei Elessar.
Arthedain
Dentro das obras de fantasia criadas por J.R.R. Tolkien, foi um dos reinos que resultaram da fragmentação do reino de Arnor. Seu nome provavelmente significa "Senhor dos Edain".
Depois do rei Eärendur, os filhos deste causaram dissensões, e em 861 da Terceira Era o reino foi dividido em três: Arthedain, Rhudaur e Cardolan. Em Arthedain, a linhagem de Isildur fora mantida, ao contrário dos outros dois reinos.
As terras de Arthedain incluíam a região entre o rio Brandevin e o rio Lún, mais as terras ao norte da Grande Estrada, até as Colinas do Vento. A principal cidade de Arthedain era Fornost. No Topo do Vento estava o mais importante palantir do norte, motivo de luta e discórdia entre os reinos dos dúnedain.
Em 1974 da Terceira Era Angmar desfere um duro golpe a Arthedain, e o reino cai. Assim termina o último representante do outrora grandioso Reino do Norte.

## B
Baía de Belfalas
Uma baía do Grande Mar,  remanescente do lado leste do Grande Golfo que dividia Beleriand na Primeira Era. Depois da Guerra da Ira, uma boa parte do oeste da Terra-média afundou, e com nova costa que surgiu a Baía de Belfalas passou a se estender de Andrast até as Fozes do Anduin, e ao sul passava por Umbar até praias desconhecidas. A Baía de Belfalas era um importante meio pelo qual entravam navios. Serviu de passagem para os Corsários que vinham dos Portos de Umbar no Sul.
A maioria dos Rios de Gondor fluía para ela, e lá havia muitos cabos e baías menores. As Fozes do Anduin e muitos outros rios desaguavam na Baía de Belfalas.
Seu nome vem da região de Belfalas (do Sindarin 'bel' - forte, grande e 'falas' - praia, costa).
Barad-dûr
Chamada de Lugbúrz na língua negra de Mordor, é uma grande torre construída em Mordor, perto de Orodruin, a Montanha da Perdição, onde fora forjado o Um Anel. A Torre Negra de Sauron, em Mordor, foi construída após o retorno do naufrágio de Númenor, destruída após a Última Aliança por Isildur, e reconstruída quando fugiu de Dol Guldur, quando esta foi pega de surpresa pelo consenso do Conselho Branco, que já suspeitava do negror e do medo que as pessoas tinham do local, e pelo desaparecimento de muitos no local, acreditando-se que Sauron lá se escondera. As pessoas entendiam o nome como algo distante nas lembranças de antigas histórias e o consideravam um mau agouro. A torre caiu novamente quando o Anel foi destruído por Frodo na lava da Montanha da Perdição, onde Sauron foi destruído.
Barad Eithel
Também chamada de "Torre do Poço", era uma fortaleza em Eithel Sirion pertencente a Fingolfin e a Fingon. Barad Eithel tanto guardava Hithlum de ataques quanto permitia aos Noldor atacarem Angband através de Ard-galen.
Devido à sua importância estratégica foi local de muitas batalhas e cercos e mais tarde na Primeira Era foi mantida pela Casa de Hador para os Altos Reis dos Noldor. Hador foi morto ali durante a Dagor Bragollach e seu filho Galdor também o foi sete anos mais tarde. Barad Eithel caiu após a Nirnaeth Arnoediad.
Brandevin
O rio de Eriador que os Elfos chamam de Baranduin, os Hobbits o batizaram de Brandevin(ou Brandevinho). Nasce no Lago Evendim, passa pela margem da Velha Floresta e segue em sentido sudoeste, até atingir o Grande Mar.
Acontecimentos relacionados ao rio:
Quando os Hobbits atravessaram este rio, teve início o Registro do Condado, e este foi considerado o ano 1.
Durante o Inverno Mortal, o Brandevin congelou e os lobos brancos atacaram o condado através do rio congelado.
Fora neste rio que Drogo Bolseiro, pai de Frodo, morrera afogado.
Belegost
Foi a cidade dos anões construída sob o lado leste das Ered Luin perto do Monte Dolmed.
Belegost ficava ao norte de Nogrod, e seu nome na língua dos anões era Gabilgatol.
Os anões de Belegost eram relativamente amigos para com os Noldor de Beleriand, mas tinham uma amizade especial para com Thingol de Doriath. Lutaram bravamente na primeira batalha das Guerras de Beleriand e na última, a Nirnaeth Arnoediad, onde seu senhor Azaghâl foi morto por Glaurung. Eles não participaram do saque de Doriath. Belegost foi arruinada na Grande Batalha ao final da Primeira Era e grande parte de seu povo partiu para Khazad-dûm.
Beleriand
É a terra onde se passam a maioria dos acontecimentos da Primeira Era de Arda. Diz-se que o nome Beleriand significa «o país de Balar» e que inicialmente foi dado às terras próximas das bocas do Sirion voltadas para a ilha de Balar.
Mais tarde, o nome passou a abranger toda a antiga costa noroeste da Terra Média a sul do estuário de Drengist e todas as terras interiores a sul de Hithlum e a leste, até ao sopé das montanhas Azuis, divididas pelo rio Sirion em Beleriand oriental e Beleriand ocidental.
Beleriand foi destruída na convulsão do fim da primeira era e invadida pelo mar, restando apenas Ossiriand (Lindon).
Segundo a mitologia de Tolkien, a Baía de Balar é uma baía a sudoeste de Beleriand onde o rio Sirion desagua.
Bolsão

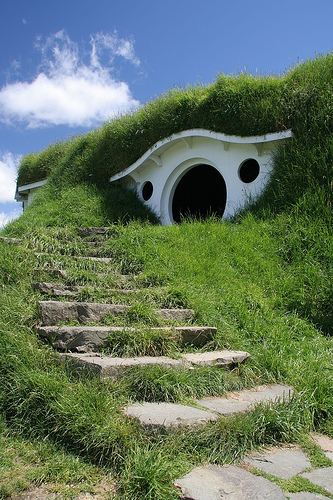
Reprodução de Bolsão, na Nova Zelândia.

É uma toca, o lar de Bilbo Bolseiro e depois de Frodo Bolseiro. Bilbo Bolseiro herdou a toca de seus pais, Bungo Bolseiro e Belladonna Tûk, que a construíram no ano 2889 da Terceira Era. A entrada é notável por ter uma porta verde redonda, com uma maçaneta de latão também redonda no centro. Possuía vários cômodos com janelas redondas, e um jardim. Embora se saiba que os hobbits são de pequena estatura, visitantes maiores eram frequentemente vistos, indicando que o forro do teto era provavelmente maior que o esperado. Os jardins em volta e a casa eram mantidos pela família Gamgee, particularmente Hamfast Gamgee, "O Feitor", e mais tarde seu filho, Samwise Gamgee. A bela toca era motivo de contenda entre Bilbo e seus parentes, os Sacola-Bolseiros, que desejavam muito possuí-la.
Em Bolsão, Bilbo tinha uma vida tranquila até que o mago Gandalf apareceu com 13 anões no início do livro O Hobbit. Quando retornou, ele descobriu que tudo que havia em sua toca estava sendo leiloado, por causa de sua longa ausência e suspeita de sua morte. Os Sacola-Bolseiros foram frustrados com seu retorno e com a perda de bolsão.
Bree
Aparece em O Senhor dos Anéis, tendo sido fundada no ano 1300 da Terceira Era. Está localizada a leste da região habitada pelos Hobbits. É pouco densamente habitada por uma população de hobbits e homens mortais.
Bree é uma aldeia antiga, a mais importante daquela região durante a Terceira Era. Existe uma relação comercial entre Bree e o Condado, principalmente no que toca a Erva-de-Fumo. Muitos Brandebuques vivem perto de Bree.
Brethil
Uma floresta localizada a oeste de Doriath. Foi ocupada pela primeira vez na Primeira Era pelos Edain da Casa de Haleth, e onde Túrin Turambar matou o temível Glaurung.

## C
Calacirya
Era uma abertura nas montanhas Pelóri, de onde jorrava luz. Seu nome significa "Fenda da Luz" e como era a única abertura, era constantemente vigiada.Num trecho de Silmarillion, fala-se que dela jorrava luz até Tol Eressea, onde os Teleri ficaram por algum tempo. E foi lá que floresceu as primeiras flores fora de Aman
Caragdûr
É um precipício de pedra na face norte de Gondolin, onde Eöl encontrou seu fim após assassinar Aredhel.
ColdfellsAs terras altas a oeste de Misty Mountains e ao sul das Ettenmoors, separado deles pelo rio Fontegris.
Caras Galadhon
É a principal cidade do reino de Lothlórien, situado entre os rios Celebrant e Anduin,o Naith de Lórien.A cidade,iluminada por várias lamparinas douradas e prateadas,é sulcada por belos gramados e fontes no solo.De acordo com os costumes dos elfos de Lórien,suas residências são construídas no alto das árvores,os mallorns.O governo local é centrado em Galadriel e Celeborn seu esposo.Segundo o O Senhor dos Anéis,em um de seus pátios,estava o Espelho de Galadriel,onde Frodo contemplou novamente o Olho de Sauron.Por fim,a leste de seus muros,encontra-se um ancoradouro de onde a Comitiva do Anel parte em sua demanda,pelo Anduin.
Cardolan
É um dos três reinos fragmentados dos três irmãos filhos do rei Eärendur após sua morte. Os outros dois eram Arthedain e Rhudaur. Enquanto Arthedain ficava ao norte e Rhudaur a leste-sudeste, Cardolan ficava ao sul, sendo suas fronteiras o rio Baranduin, ou Brandevin, o rio Cinzento e a Grande Estrada, que ficava abaixo do Topo do Vento.
Carn Dûm
Era a principal cidade do Reino de Angmar na Terceira Era,  a Fortaleza do Rei bruxo de Angmar. Ficava no Noroeste da Terra-média, ao norte das Montanhas Nebulosas. A data de construção da cidade não é dada nos textos, mas supõe-se que tenha sido construída por volta do ano 1300 da Terceira Era, a data de fundação do Reino de Angmar.
Estabelecida próxima à Montanha Gundabad, sagrada aos Anões, seu fundador foi o Rei e chefe dos Nazgûl, o Rei Bruxo, que fez de Angmar um estado auxiliar de Mordor. Seus habitantes incluíam Homens, Orcs e outras criaturas decadentes. De lá, o Rei Bruxo mandou suas forças para atacar os três outros reinos de Arnor, destruindo rapidamente Rhudaur e depois Cardolan.
Arthedain caiu na Batalha de Fornost, mas o Rei Bruxo foi derrotado por Glorfindel, e posteriormente Angmar sofreu um ataque dos Dúnedain de Gondor, dos sobreviventes de Arnor e dos Elfos de Lindon. Carn Dûm foi destruída, embora alguns Orcs tenham conseguido sobreviver até pelo menos a Guerra dos Anões e Orcs, e os que sobreviveram mesmo a essa guerra foram aniquilados por Aragorn, quando este reunificou o Reino de Gondor.
Carn Dûm significa "vale vermelho". "Carn" é "vermelho", e "Dûm" deriva de "Tûm", "vale profundo".
Cirith Gorgor
São as muralhas norte de Mordor. As montanhas cobertas pelas cinzas de Orodruin, a Montanha da Perdição. Sua extremidade oeste fica na junção com a muralha sul, onde se localiza a Boca Ferrada e o Portão Negro. Vai até o leste nas proximidades do Mar de Nûrn, em sua extensão perto de Orodruin, o Senhor do Escuro construiu a sua fortaleza de Barâd-Dur.
Cirith Ungol
É uma fortaleza construída anteriormente por Gondor para evitar a saída de quaisquer exércitos que viessem a ser criados na terra de Mordor. No entanto após a decadência de Gondor, pragas e revoltas civis, Cirith Ungol foi ocupada por forças de Mordor que a usam para proteger o caminho estreito por cima de Minas Morgul (Minas Ithil).  O Senhor dos Anéis.
Cirith Ungol aparece brevemente quando Frodo Baggins é levado paralisado devido ao veneno da shelob por um grupo de Orcs (Tolkien) a torre principal no qual acaba ocorrendo uma disputa por sua camisola de Mithril. Cirith Ungol foi palco de uma rebelião orc contra as forças Uruk-hai presentes na fortaleza dando tempo de Samwise Gamgee libertar Frodo.
Colinas de Ferro
As Colinas de Ferro eram uma cadeia de montanhas da obra fictícia de Tolkien na parte nordeste da Terra-média, aproximadamente no meio de Rhovanion e Rhûn, a leste da Montanha Solitária, e era lar de anões. Em O Hobbit, o anão Dáin Pé-de-Ferro das Colinas de Ferro levou um exército para auxiliar Thorin Segundo Escudo de Carvalho na batalha dos Cinco Exércitos.
Crissaegrim
É o lar das grandes Águias de Manwë, comandadas por Thorondor. Eram uma parte da cadeia de montanhas de Echoriath, as Montanhas Circundantes de Gondolin. De lá Thorondor observava os espiões no vale do rio Sirion.
Seu nome significa, em Sindarin, "Picos da fenda da Montanha", mas nas histórias é geralmente chamada de "Fenda das Águias" ou "Morada das Águias", já que seu topo era inacessível por terra.
Cuiviénen
É o lago às margens do qual os Elfos despertaram.Seu nome vem de cuivië e nen, que significa "Água do Despertar", e aparentemente se localizava numa praia de um grande golfo no interior do Mar de Helkar, no leste da Terra-média.
O Despertar dos Elfos se deu em tempos muito antigos, nos Anos das Árvores, e o Cuiviénen foi destruído, talvez por forças naturais, desde então. A primeira Diáspora dos Elfos aconteceu quando os Eldar partiram do Cuiviénen para Valinor, deixando os Avari (elfos que se recusaram a segui-los) para trás. Não se sabe por quanto tempo os Avari permaneceram no Cuiviénen durante a Primeira Era, mas é certo que depois da Guerra da Ira o Mar de Helkar deixou de existir, e não há mais como voltar a Cuiviénen.

## D
Dagorlad
Era uma planície vasta e sem árvores entre os Emyn Muil e Cirith Gorgor. O nome significa Planície de Batalha em Sindarin, referindo-se à Batalha de Dagorlad, entre Sauron e a Última Aliança no fim da Segunda Era. Os corpos lá ficaram, mas a planície tornou-se um pântano, o Pântano dos Mortos, onde os mortos ainda podiam ser vistos.
Dor-Lómin
era uma região no sul de Hithlum, o território de Fingon, concedido como feudo à Casa de Hador; lar de Húrin e Morwen. Após a guerra contra Morgoth, foi tomada pelo Inimigo, por Orientais aliados de Morgoth. Lá, antes de sua tomada, residiram Túrin, filho de Húrin, e Morwen.
Doriath, Terra da Cerca
Era o reino élfico governado por Thingol e Melian, a Maia. Era em sua maioria uma grande floresta que ficava no interior de Beleriand. O reino teve papel fundamental na trama d'O Silmarillion, pois de lá partiram Beren e Lúthien em busca das Silmarils.
O coração do reino era a cidade de Menegroth, de onde Thingol e Melian governavam Doriath. Todo o reino era protegido pelo Cinturão de Melian, pelo qual ninguém com poder inferior ao de Melian poderia passar sem seu consentimento.
Foi destruído por Anões de Nogrod, que revoltaram-se contra Thingol quando este recusou-se a dar o Colar dos Anões e uma Silmaril a eles. Esse feito é talvez o primeiro dos acontecimentos que marcou a grande inimizade entre Elfos e Anões.
Dol Guldur
Dor Daedeloth
É a região entre Ard-Galen e a fortaleza de Morgoth, Angband. Em Sindarin, Dor Daedeloth significa "Terra da Sombra e do Horror". Foi lá que Fëanor, ao desembarcar em Beleriand, perseguiu os orcs, e foi cercado e ferido mortalmente por Gothmog, o chefe dos Balrogs.
Dorthonion
Eram terras altas ao sul de Ard-Galen, criada durante os acontecimentos da Batalha dos Poderes. No norte era uma terra boa, mas ao sul havia os precipícios de Ered Gorgoroth. Dorthonion estendia-se por sessenta léguas do leste para oeste; era coberta de florestas de pinheiros, mas não era fértil.
Quando os Noldor retornaram à Terra Média, Aegnor e Angrod fixaram-se em Dorthonion e no quarto século da Primeira Era a Primeira Casa dos Edain se estabaleceu lá. Os setores norte de Dorthonion foram arruinados na Dagor Bragollach e a região toda foi invadida pelo orcs logo depois. Dorthonion foi abandonada pelos elfos e pelos homens, exceto pelo bando de foras-da-lei de Barahir, e a região foi renomeada como Taur-nu-Fuin devido aos horrores de Morgoth que corrompiam as florestas. Dorthonion foi libertada por um curto tempo pela União de Maedhros mas foi novamente perdida após a Nirnaeth Arnoediad.

## E
Echoriath
É o nome dado às Montanhas Circundantes, uma cadeia de montanhas no norte de Beleriand. As Echoriath formavam um círculo natural de rochas enclausurando o vale chamado de Tumladen, dentro do qual está a cidade-élfica de Gondolin. Uma ravina escondida era o único acesso por Echoriath, além dos sete portões que a protegiam.
Uma parte das Echoriath era chamada de Crissaegrim, e lá morava o Rei das Águias de Manwë, chamada de Thorondor.
Edoras
É uma cidade fictícia da obra O Senhor dos Anéis, de Tolkien. Seria a capital do reino de Rohan. Supostamente, a cidade ficava em uma colina, por entre muralhas e cercas-vivas. No centro, estava Meduseld, o palácio dourado (morada do rei Théoden, rei de Rohan, senhor dos cavaleiros). De acordo com a história, a cidade possuía um abrigo-cidade chamado o Abismo de Helm, para onde foram os Rohirim para protegerem-se de um ataque iminente do exército formado em Isengard pelo Mago Branco, Saruman.
Eldamar
Na ficção de J.R.R.Tolkien, Eldamar (ou baía de Eldamar) é a região de Aman a leste das Pelóri, e morada dos Elfos.
Eldamar tinha provavelmente umas doze milhas de largura, e consistia também na praia de Taniquetil e na Calacirya, onde foi construída Tirion, cidade dos Noldor, construída em Túna, de frente para as Duas Árvores.
Emyn Muil

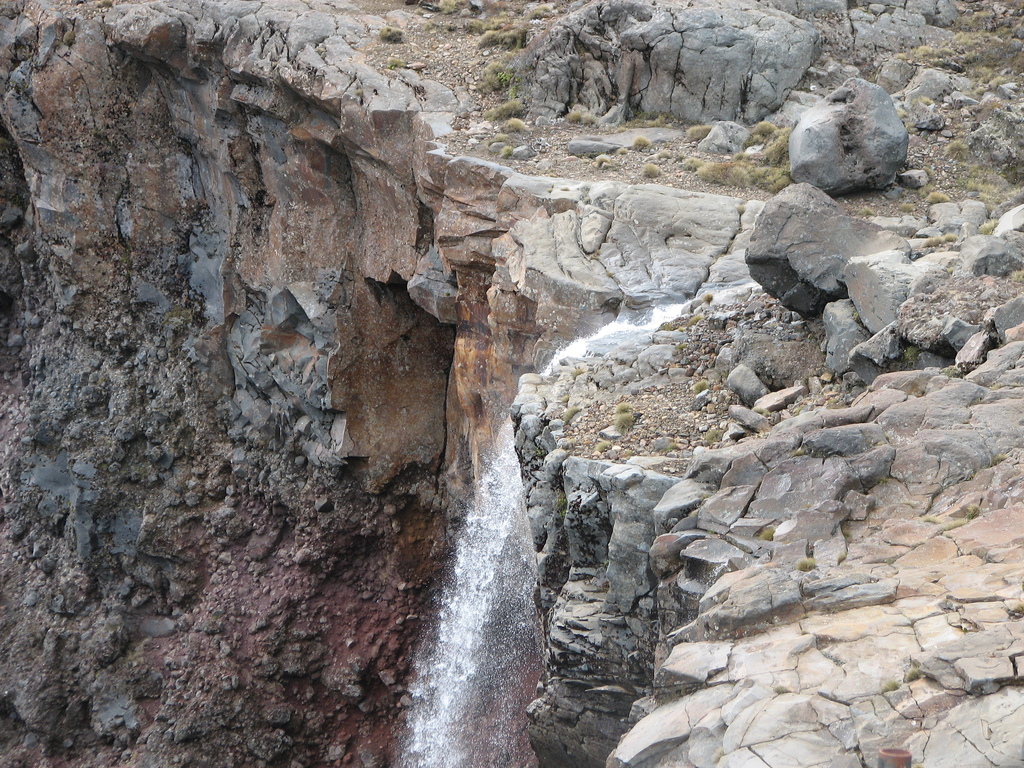

Chamadas "colinas do espanto" em sindarin são um conjunto de colinas pontiaguras e desniveladas com inúmeros precipícios que se localiza em Sarn Gebir, e acima de Rauros, a leste do rio Anduin. Há muito tempo aquele local marcou as bordas da fronteira de Gondor, que se estendia bem ao norte. Lá foi onde Frodo e Sam cruzaram seus perigos e encararam seu cheiro fétido com neblina no ar na jornada em direção à Mordor.
Ephel Dúath

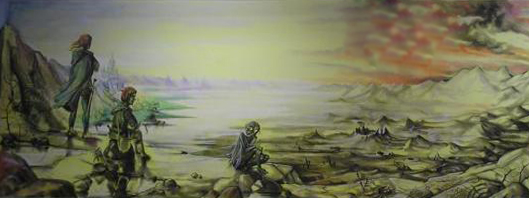
Frodo, Sam e Gollum olham para o horizonte pelas Emyn Muil.

Era o nome dado às Montanhas Sombrias, uma cadeia de montanhas que protegiam o reino de Mordor a Oeste e a Sul. Seu nome em
Sindarin significa, literalmente, "Barreiras externas da sombra negra". Elas se encontram, no Portão Negro, com as Ered Lithui, de modo que Mordor está protegido das invasões por três lados. A cidade de Minas Morgul defende sua principal passagem, o "Passo Inominável", onde está o rio amaldiçoado Morgulduin. Uma escadaria escondida leva do ponto Norte de Morgulduin até Cirith Ungol.
Ered Luin
Também conhecidas como Ered Lindon ou Montanhas Azuis, constituem a cordilheira montanhosa no Oeste de Eriador, no mundo imaginário de J. R. R. Tolkien, a Terra Média.
Durante a Primeira Era, as Ered Luin separavam Eriador e Beleriand. Sete rios fluíam no lado oeste, e as terras que esses rios banhavam eram conhecidas como Ossiriand, e mais tarde como Lindon; devido a esse facto, as montanhas eram por vezes denominadas de Ered Lindon. As cidades anãs de Belegost e Nogrod localizavam-se nesta cordilheira.
Durante a guerra dos Valar contra Morgoth, a cordilheira foi separada e o mar entrou pela nova abertura que surgiu, oferecendo um novo local para o rio Lhûn desaguar. Foi aí, na abertura onde o Lhún se encontrava com o mar, que os Portos Cinzentos foram construídos.
No início as Montanhas Azuis foram criadas para se alinharem directamente com as Montanhas Cinzentas das terras do sul, formando a muralha oeste da Terra Média, à semelhança das Montanhas Vermelhas (ou Orocarni) e das Montanhas Amarelas que formavam a muralha leste. A cordilheira das Montanhas Azuis era originalmente ligada às Montanhas Vermelhas pelas Ered Engrin ou Montanhas de Ferro.
Ered Engrin
São uma cadeia de montanhas da obra de Tolkien, conhecidas também como Montanhas de Ferro. Desde antigamente elas se conectam às Montanhas Azuis do oeste e às Montanhas Vermelhas do leste, mas nas guerras dos Valar e Melkor a cadeia se distorceu.
A grande fortaleza de Melkor, Utumno, foi construída lá. Depois da Guerra da Ira grande parte das montanhas desapareceu, e remanescentes delas na Terceira Era incluíam as Montanhas de Angmar, no norte de Eriador, assim como as Ered Mithrin e as Colinas de Ferro.
Ered Gorgoroth
Outro nome dado às Montanhas do Terror, uma cadeia a norte de Beleriand. Ficavam na fronteria sul com Dorthonion, separando-a e a Ard-galen de Beleriand propriamente. Foram os Elfos Sindar de Doriath que deram este nome por causa de Ungoliant, a aranha que por um tempo morou lá, e cujas teias sugavam a luz e envenenavam os rios.
Durante a Guerra da Ira, Ered Gorgoroth foi afundada, e somente uma parte de Dorthonion permaneceu como Tol Fuin, uma ilha.
Ered Lithui
Era o nome da cadeia de montanhas que formavam a fronteira norte de Mordor. Seu nome vem do Sindarin, e significa "Montanhas de Cinza". No lugar onde encontrava as Ephel Dúath, as Ered Lithui seguiam por centenas de milhas a leste. Seu nome, Montanhas de Cinza, sugere que ela recebia as cinzas expelidas pela Montanha da Perdição.
Ered Mithrin
Era outro nome das Montanhas Cinzentas, uma longa cadeia de montanhas ao norte de Rhovanion. Eram os últimos remanescentes das Montanhas de Ferro, que percorriam todo o norte da Terra-média, mas
que foram destruídas no fim da Primeira Era.
Ered Lómin
É a cadeia de montanhas entre Hithlum e Belegaer, fronteira oeste de Hithlum.
Ered Nimrais
Ou Montanhas Brancas são uma cadeia de montanhas cujo nome vem do Sindarin "Montanhas do Cifre Branco", e caracteriza os glaciares de seus picos mais altos. Corta principalmente de leste a oeste, mas há uma parte norte também. Nas latitudes sul de Gondor e Rohan as Montanhas Brancas têm neve mesmo no verão, o que sugere que são muitíssimo altas. Não há passagens
ou desfiladeiros através delas, só as temidas Sendas dos Mortos, que passa por baixo das montanhas. Elas perfazem
as fronteiras norte de Gondor e as sul de Rohan.
Seus picos mais notáveis incluem Irensaga, Serra de Ferro e Starkhorn, entre as quais fica Dwimorberg,
entrada para as Sendas dos Mortos. No final do lado leste foi construída, nos ossos da montanha Mindolluin, Minas Tirith. Os faróis de Gondor estão em sete picos das Montanhas Brancas:Amon Dîn, Eilenach, Nardol, Erelas,
Min-Rimmon, Calenhad e Halifirien.
Ered Wethrin
Eram as Montanhas da Sombra, uma cadeia de montanhas ao norte da Terra-média na Primeira Era. Muitos rios nasciam lá, incluindo o Narog, o Teiglin e o Sirion. O ponto mais ao leste da cadeia quase alcançava as Echoriath, formando um vale escarpado através do qual o Sirion corria. As Ered Wethrin desapareceram por entre as ondas da Primeira Era, quando os Valar mudaram a forma da Terra-média.
Eregion
É um lugar da Terra Média. A sudeste de Eriador e oeste de Moria (Khazad-dum), Eregion foi outrora o reino dos elfos da Terra Média durante a Segunda Era, conhecida pela grande amizade que esse povo cultivava com os anões. Esses elfos caíram sob a influência de Annatar (nome dado a Sauron por ele mesmo) e, com seus conselhos e ensinamentos, acabaram confeccionando os Anéis de Poder, enquanto ele fazia escondido em Mordor O Um, para controlar todos os outros. Após a descoberta de Celebrimbor, fundador da cidade e neto de Fëanor, Sauron se ira e se volta contra Eregion, destruindo o seu povo, afugentando alguns e fazendo com que os anões se trancassem em Khazad-dum.
Eriador
Dentro das obras de fantasia criadas por J.R.R. Tolkien, Eriador é uma grande área situada entre as Montanhas Nebulosas e as Ered Luin, limitada ao sul pelos rios Gwanthlo e Glanduin e ao norte por Forodwaith. Na Primeira Era, Eriador era pouco conhecida dos Eldar, mas Homens ali residiam e Morgoth possuía algum poder sobre ela. Na Segunda Era, Eriador ficou grande tempo sob a sombra de Sauron, mas, ao final desta era, Arnor foi fundado ali.
Durante a Terceira Era, Eriador foi, em princípio, próspera e bem populosa, mas com a diminuição de Gondor, a Grande Praga e as guerras com Angmar, a região foi dizimada. Ao final da Terceira Era, apenas poucos viviam por lá, em Valfenda, em Bree, no Condado e em outros grupos isolados.
Monte Ezellohar
Era o Monte Verde, que estava a oeste da Cidade de Valimar. Lá Yavanna cantou, e lá surgiram as Duas Árvores de Valinor. Outro nome que possuía era Corollairë.
Esgaroth
Também conhecida como "Cidade do Lago", é uma cidade localizada na Terra Média, próxima a Floresta das Trevas e a Montanha Solitária.A cidade foi construída em cima do lago sobre enormes estacas feitas de troncos de árvores. A cidade é habitada por Homens alguns dos quais são descendentes da antiga cidade de Valle.Durante as aventuras ocorridas em O Hobbit a cidade é atacada pelo dragão Smaug e uma grande parte das casas são destruídas, porém depois da morte do dragão a cidade é reconstruída com a ajuda do ouro conseguido com os anões da montanha solitária.
Estolad
É um local que pertence à obra de J.R.R.Tolkien. Era uma grande planície na parte leste de Beleriand. Quando os Humanos chegaram, moraram lá por alguns anos até se mudarem para o Oeste e para o Norte. Localiza-se entre o Rio Celon e o Rio Gelion e logo a oeste de Thargelion. A Grande Estrada dos Anões passa por lá.
Charneca Etten
São terras altas a oeste de Misty Mountains e norte da Coldfells. Era um local de guerra entre os povos livres e Angmar na Terceira Era quando o Rei Bruxo fugiu depois de perder a batalha de Fornost.
Monte Ezellohar
Era o Monte Verde, que estava a oeste da Cidade de Valimar. Lá Yavanna cantou, e lá surgiram as Duas Árvores de Valinor. Outro nome que possuía era Corollairë.

## F
Floresta Velha
É um vestígio da floresta primordial que outrora se estendia desde os vales do Anduin, através do Desfildeiro de Rohan até os Portos Cinzentos.
Localizada abaixo da Grande Estrada, e ao lado direito do Condado. Foi por ali que [Frodo e os outros três hobbits tentaram escapar, não usando a Estrada, vigiada por Nazgûl, onde se perderam e quase alguns foram mortos pelo Salgueiro Homem. As árvores que se mexem e confundem os viajantes, motivo pelo qual tantas lendas são contadas a respeito da Floresta, possivelmente são huorns.Tom Bombadil vive lá com Fruta d'Ouro, e os encontrou sendo pegos pelo Salgueiro Velho (certamente um huorn ou um ent, que no entanto, não fala), os salvou e os levou para sua casa. Após algum tempo os hobbits foram pegos nas Colinas dos Túmulos, extremo leste da Floresta, e mais uma vez foram salvos por Tom.
Fornost Erain
(Em Sindarin Fortaleza Norte dos Reis) era a Capital de Arnor ou mais especificamente Arthedain, no norte da Terra-média.  Depois foi abandonada, o local passou a ser chamado de Vale dos Mortos, onde só iam os Rangers do Norte. Nos tempos de O Senhor dos Anéis, Fornost tinha sido abandonada por quase mil anos.
Contra o Reino de Angmar fora travada uma guerra nas planícies de Fornost, chamada de Batalha de Fornost que durou vários anos até que o Rei-Bruxo de Angmar conseguiu tomá-la. Durante 1 ano ele possuiu esta cidade, até que um exército de Homens provenientes de Gondor e Elfos provenientes de Lindon e Rivendell destruíram o exército do Rei-Bruxo.
É uma fortaleza construída sobre una colina na parte mais septentrional de Eldamar. Por isso seu nome em quenya pode ser traduzido como «fortaleza septentrional».
Foi edificada pelo príncipe noldo Fëanor.
Fontegris
Também conhecido como Mitheithel (do Sindarin Mith, raiz MITH; “gris” e eithel “fonte”; raízes ET “fora” y KEL “ir, correr”). É um rio que nasce das Montanhas Nebulosas abaixo da Charneca Etten e ao norte de Valfenda, corre a sudoeste, e faz o Ângulo, pois logo abaixo se encontra com o Ruidoságua.
Fangorn
É uma floresta do mundo fictício da Terra Média, de J. R. R. Tolkien. Um vestígio da floresta primordial que outrora se estendia desde os vales do Anduin, através do Desfildeiro de Rohan até os Portos Cinzentos. Como a Floresta Velha, Fangorn é um lugar onde as árvores estão extraordinariamente alertas. Algumas delas são até mesmo capazes de se movimentar ou de falar. Isso se deve à presença dos poucos Ents na Terra Média. O mais velho dos Ents, Barbárvore (Fangorn), deu seu nome à floresta.
O local está repleto de árvores de todas as espécies, dos brotos mais tenros aos troncos mais antigos, todas sob os cuidados afetuosos dos Pastores das Árvores. O musgo que pende dos ramos e as grandes pilhas de folhas mortas cobrindo o solo deixa claro aos visitantes que poucos forasteiros passam por ali. Os viajantes devem ter cuidado, pois muitos dos ents têm o coração e o espírito enegrecidos. Esses Huorns, como são chamados, são extremamente hostis com qualquer um que venha a ameaçar suas árvores e têm lembranças muito, muito antigas de cada árvore que já perderam para os machados ou para o fogo.
Na Quarta Era, a Floresta de Fangorn admite alguns poucos visitantes (os hobbits Merry e Pippin, os amigos Legolas e Gimli) e planta novas árvores em Isengard, ao redor da torre de Orthanc. Em sua maior parte,entretanto, continua a ser o que tem sido há eras.

## H
Haradrim
É um cruel povo do sul, inimigo de Gondor e aliado de Sauron na guerra do anel. Usam os Mumakils como meio de transporte para a guerra, uma das batalhas em que participaram foi a batalha de Pelenor Fields no qual acabaram por perder devido aos Rohirrim e ao aparecimento do exército dos mortos.
Helcaraxë, o Gelo Atritante
É como se chama a região entre Araman, ao norte de Aman e a Terra-média nas obras de J.R.R.Tolkien. Foi por lá que passaram os elfos Noldor em sua fuga de Aman. Fingolfin foi o primeiro dos Noldor a transpor Helcaraxë, e Melkor já fizera a tavessia anteriormente com Ungoliant. Elenwë, esposa de Turgon, morreu durante a travessia.
Hithlum
É a terra a noroeste de Beleriand que foi governada por algum tempo por Fingolfin. Sua fronteira leste é Ered Wethrin, e sua fronteira oeste é Ered Lómin.

## I
Isengard
É uma cidade situada na margem do Rio Isen, a Nordeste de Rohan e ao Sul das Montanhas Sombrias. É o local onde se localizava a torre do mago Saruman, que já encabeçou o conselho dos magos Istari sendo seu líder no lugar de Gandalf (que foi escolhido por Galadriel e Elrond). Isengard era antes o posto de encontro dos magos e também morada e biblioteca mística de Saruman, o mago que deixou o bem para lutar pelo mal, sendo corrompido pelo desejo de poder e a certeza de que era capaz de dominar O Anel. Saruman trouxe os mortais orcs e suas tropas, que estavam instaladas lá para fazer cruzamentos experimentais e aperfeiçoamentos da raça e fazer armas e organizar tropas para a Grande Guerra. A floresta do vale de Isengard foi destruída para aprimoramento da indústria e poder bélico. Os orcs ameaçaram a integridade das florestas de Fangorn despertando os ents para perigos reais que corriam na Terra Média. Barbárvore e os mais sábios entre os ents decidiram em meio a um debate marchar em fúria contra os portões de Isengard . A cidade foi destruída pelos Ents. Depois quebraram a barragem que bloqueava o rio, inundando Isengard e deixando Saruman preso sem seus poderes pois Gandalf quebrou seu cajado em ato de veto ao uso de qualquer magia. Após essa guerra, os ents reflorestaram Isengard à seu gosto. Orthanc está quase intácta, e seu vale é um jardim de arvores da floresta.
Ithilien

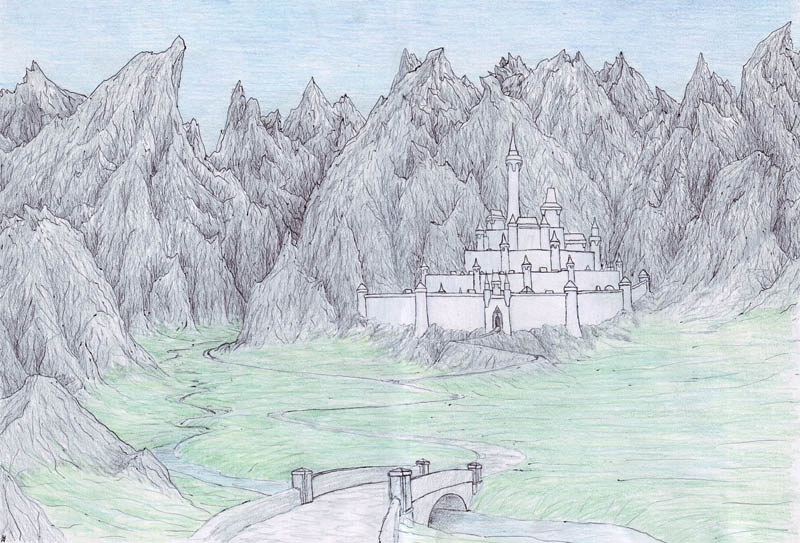
Minas Ithil

Terras gondorianas, entre o Rio Anduin e as Ephel Dúath (Montanhas da Sombra), situadas nas bordas de Mordor. Com a invasão de Minas Ithil (mais tarde renomenadas Minas Morgul), e o retorno dos Nazgûl na Guerra do Anel, Ithilien se tornou uma terra deserta.

## L
Lindon
É um conjunto de terras estreitas situadas no noroeste da Terra-Média, do lado ocidental dos resquícios das Ered Luin. Batizada no início da Segunda Era, acredita-se que Lindon é o que resta de Ossiriand, a Terra dos Sete Rios, que pereceu com Beleriand após a Guerra da Ira. É dividida em Forlindon (Lindon do Norte) e Harlindon (Lindon do Sul) pelo
Golfo de Lûn.
Lothlórien é o nome de um reino élfico em uma floresta da Terra-Média, localizada entre os rios Anduin e Celebrant. Governado pela Senhora Galadriel e por seu esposo Celeborn, sua principal "cidade" é Caras Galadhon. No reino de Lothlórien crescem as flores Elanor, de cor dourada e o Niphredil, branco, além da árvore Mallorn, com seus troncos retos e folhas perenes, cujas sementes foram presenteadas pelos habitantes de Eressëa à Galadriel. De um tronco cinza, as árvores deixam suas folhas douradas caírem sobre o solo no outono, tingindo o chão da floresta.
"Lothlórien" é uma abreviação do nome Laurelindórenan. Além de Lothlórien, no entanto, o reino pode ainda ser chamado apenas de Lórien, já que Lothlórien significa Lórien da Flor. No entanto, Lórien era na verdade o reino do vala [[Irmo, que mora em Aman, as Terras Imortais. Lá seus jardins, chamados de Jardins de Lórien são considerados os mais belos locais do mundo, e Galadriel inspirou-se nesses jardins para criar seu próprio reino.
Na Batalha do Abismo de Helm Galadriel mandou aproximadamente 300 Galadhrim (guerreiros de Lórien) liderados por Haldir para ajudar Rohan a  venceram a batalha mas todos os Galadhrim morreram inclusive Haldir, filho de Halmir; pai de Handír; avô de Brandir.
O antigo Rei de Lórien, da estirpe dos Elfos da Floresta, foi Amroth, cuja história, ligada à Nimrodel, uma elfa que concedeu seu nome ao límpido afluente do Celebrant, partiu em um navio para o Mar, há muito tempo. Sua casa, no alto de um mallorn, ainda permanece na floresta, em uma colina chamada Cerin Amroth, localizada no interior da região conhecida como Naith de Lórien. A cidade de Caras Galadhon está no Egladil, o ângulo de foz Celebrant-Anduin. Do outro lado do Rio, dista os bosques sombrios de Dol Guldur.

## M
Mata dos Trolls
É uma floresta que fica entre o Fontegris e o Bruinen (Ruidoságua). Foi ali onde os anões que se aventuravam em direção a Erebor foram capturados por três deles, inclusive Bilbo. Discutiram tanto como os cozinhariam, que o sol nasceu e eles petrificaram, pois não podem se expor à luz solar.
Meduseld
É o palácio principal da cidade de Edoras, capital do reino de Rohan. Meduseld é também designado o palácio dourado do rei Théoden. O palácio de Meduseld, ou palácio dourado, tem esta designação porque ao ser visto de longe parece ser coberto de ouro, devido á sua cobertura em palha (dourada).
Meduseld fica no cume da colina principal da cidade de Edoras. O seu acesso é feito por uma rampa desde o portão principal da cidade e termina numas escadas de pedra. Foi nestas mesmas escadas que Théoden expulsou da sua presença Gríma, o Língua de Cobra. O palácio dourado tem uma arquitectura inspirada na Cultura Nórdica.. É feito de madeira, e adornado com aplicações em madeira relacionados a cavalos.
Foi neste palácio que Gandalf, o Branco, tirou o rei Théoden do feitiço lançado por Saruman, e o libertou do domínio de Grima. Foi também aqui que Rohan soube que Gondor estava a ser atacado, quando Peregrin Took acendeu os farois, a mando de Gandalf. Foi também aqui que Haleth, filho do rei Helm, de Rohan, morreu ao salvar as suas terras quando estas foram atacadas por Wulf.
Menegroth
Também conhecido por Mil Cavernas foi uma cidade na terra de Doriath, lar do rei Thingol, do povo Sindarin, e sua esposa a Rainha Melian, uma maia. Lúthien, filha de Melian e Thingol, nasceu em Menegroth.
Os Portões de Menegroth foram esculpidos como um monte rochoso ao longo do rio Esgalduin, e as vastas cavernas  abaixo foram consideradas um dos melhores trabalhos dos elfos na Era dos Elfos, tanto na Terra-Média quanto em Valinor. Anões foram empregados na sua construção, por terem mais experiência em construções subterrâneas. Seus salões foram esculpidos para parecerem com uma floresta completa, inclusive com figuras de animais e pássaros.
Foi em Menegroth que a busca de Beren por uma Silmaril começou. Quando Beren trouxe uma Silmaril para Thingol, ele (Thingol) guardou-a em um dos seus muitos salões. Thingol pediu a um grupo de anões de Nogrod para incorporar a Silmaril em um outro grande tesouro que ele recebeu de Húrin: o Nauglamír, o Colar dos Anões. Terminado o trabalho dos anões, eles exigiram que o Nauglimír ficasse com eles. Furioso, Thingol os insultou e se recusou a pagá-los pelo serviço. Os anões então mataram Thingol. Entristecida, Melian partiu para Valinor, desfazendo a proteção que ela mantinha sobre Doriath. Isso permitiu aos anões saquearem Menegroth facilmente, e roubar o Nauglimír. Entretanto, na jornada de volta para Nogrod, eles foram interceptados por uma força liderada por Beren, e o Nauglimír foi recuperado.
O filho de Beren e Lúthien, Dior, mais tarde restaurou Doriath e ascendeu ao trono, recebendo a Nauglamír, que Lúthien tinha guardado até o fim de sua vida. Ao saber que uma Silmaril estava sob posse de Dior, os filhos de Fëanor lhe mandaram uma carta reivindicando-a. Como não receberam uma resposta, eles organizaram um ataque a Doriath. Dior e Celegorm se mataram nos salões de Menegroth. O fim dos outros dois filhos de Fëanor, Caranthir e Curufin, é desconhecido, mas eles também pereceram. A esposa de Dior foi morta durante a batalha, e seus dois filhos, Eluréd e Elurín, foram deixados na floresta para morrer. Maedhros chegou a procurá-los, mas foi em vão. Entretanto, a filha de Dior, Elwing, escapou para os portos de Círdan na foz do Sirion com um remanescente do seu povo, e com ela foi o Nauglamír e a Silmaril engastada nele. Menegroth, como o resto de Doriath, foi deixada em ruínas, para nunca mais se erguer.
Meneltarma
Rra uma montanha no centro da Ilha de Elenna, mais conhecida como Númenor. Seu nome significa, em Quenya, Pilar dos Céus. Era o local mais alto de Númenor, e diz-se que aqueles de melhor visão poderiam avistar Tol Eressëa de seu topo. Depois da Queda de Númenor, episódio em que a ilha submergiu, os remanescentes dos Dúnedain acreditaram que o topo de Meneltarma ainda se erguia sobre o nível do mar.
Consta que a montanha se ergue suavemente do chão inicialmente, com cinco saliências longas e baixas cobertas por grama. São as Tarmasundar, as Raízes do Pilar, que se estendem na direção das cinco penínsulas que formam a Ilha. Depois, em direção ao topo, as encostas começam a ficar bem mais verticais, dificultando a subida. O topo de Meneltarma era plano e amplo, capaz de comportar muitas pessoas. Era considerado o local mais sagrado de Númenor, um templo a Eru Ilúvatar e nada foi construído ali. Somente aos Reis de Númenor era permitido falar sobre seu topo, e apenas durante as preces a Eru, citadas mais abaixo. As outras pessoas podiam subir, mas a sensação era tão aterradora que eles próprios sentiam-se incapazes de falar. Somente Águias moravam lá, e os numenorianos acreditavam que fora Manwë a mandá-las para vigiar.
As preces feitas a Eru pelo Rei de Númenor sobre o topo de Meneltarma eram três: 1- Erukyermë - A prece a Eru, no início da Primavera; 2- Erulaitalë - O louvor a Eru, no meio do Verão; 3- Eruhantalë - O agradecimento a Eru, no fim do Outono.
Minas Morgul (Torre do Bruxedo)
É uma cidade do mundo imaginário de J. R. R. Tolkien. Localiza-se no vale de Imlad Morgul, nos pés do lado ocidental das Ephel Dúath (Montanhas da Sombra), a fronteira oeste de Mordor com Ithilien e Gondor.
Inicialmente era uma cidade gondoriana chamada Minas Ithil (Torre da Lua), mas foi conquistada pelos Nazgûl na Terceira Era, tornando-se numa cidade morta comandada pelo Rei bruxo de Angmar, em que o mal exalava por todas as partes. A cidade dos mortos possuía a maior força de combate de Sauron.
Minas Moria
Nome dado no início da Terceira Era a um complexo enorme e muito antigo no noroeste da Terras Média aonde uma vasta quantidade de túneis, câmaras, minas e corredores gigantes correm debaixo das Montanhas da Névoa. Na cultura polular foi retratada no próprio jogo online dos Senhos dos Anéis, no Minecraft, e no jogo de tabuleiro dos Senhor dos Anéis.
Antigamente era chamada de Khazad-dûm e posteriormente chamada de Moria, significando Abismo Negro, vindo da língua Sindarin mor="negro" e iâ="abismo". Mais tarde foi abandonada pelos Anões e tomada por Balrog.
Minas Tirith
Foi uma grandiosa cidade erguida pelos homens refugiados de Númenor. Antigamente era chamada de Minas Anor; foi chamada por esse nome após a captura de Minas Ithil pelos nazgûl, Uma "Cidade dos Reis", como era também chamada. Constitui uma belíssima fortaleza ao sul da Terra-média, onde reside o Rei de Gondor ou o Regente.
Nos primeiros anos de Gondor, a fortaleza de Minas Anor, a "Torre do Sol Poente", foi construída como proteção contra os homens selvagens dos vales das Montanhas Brancas. A cidade e sua torre eram reconstruídas conforme a necessidade, de modo que nem todas as muralhas e construções descritas eram as edificações originais erguidas mais de três mil anos antes por Anárion. A função da cidade também se alterara durante esse período: de fortaleza avançada passara a residência de verão do rei, casa permanente do rei e capital. O próprio nome foi mudado, pois, após a queda de Minas Ithil, em 2002 T.E., Minas Anor tornou-se Minas Tirith, a "Torre da Guarda".
Foi épica a tarefa de escavar e erguer as muralhas e as torres, as casas e os lugares consagrados dessa fortaleza quase impenetrável. Era tão forte e antiga que "não dava a impressão de ter sido construída, mas sim esculpida por gigantes nos próprios ossos da terra". A Torre Branca de Ecthelion erguia-se imponente, apesar de ter 200 pés a menos que Orthanc.
Minas Tirith é cercada por sete muralhas. A muralha externa ergue-se como um baluarte: muros por cima de grandes aterros; e a muralha exterior da cidade é construída com a mesma impenetrável rocha negra que a Torre de Orthanc. As sete muralhas, com suas torres, perfazem mais de 40 000 pés lineares e requereram cerca de mais de dois milhões de toneladas de pedra.
O ombro da colina ergue-se apenas até o quinto círculo e é encimado pelos Fanos, uma área completamente murada que contém as maciças tumbas dos Reis e dos Regentes.
Na cultura popular as Minas Tirith aparecem Senhor dos Anéis a Conquista aonde os vilões podem destruir a cidade. As Minas Tirith também aparecem nos mapas dos jogos Minecraft, Far Cry 2, Far Cry 3 e Chivalry aonde a cidade foi recriada.
Mindolluin
era a montanha que se erguia atrás de Minas Anor, ou Minas Tirith, e seu nome significa Proeminente Cabeça Azul. Lá, Mithrandir encontrou uma muda da árvore Nimloth.
Montanhas de Angmar
Eram uma cadeia de montanhas da obra de Tolkien, que iam desde o Monte Gundabad até as Montanhas Nebulosas. Seu nome é o mesmo de Angmar, e sua capital Carn Dûm ficava no lado oeste das Montanhas de Angmar.
Monte Dolmed
Era uma montanha da cadeia das Ered Luin que insurgia por sobre a única passagem de Eriador para Beleriand. Lá, acreditavam os anões, teriam
surgido dois dos Sete Pais dos Anões, cujos descendentes fundariam as cidades de Nogrod e Belegost.
Nogrod estava bem embaixo do Monte Dolmed, e Belegost um pouco mais a sul.
Depois da Guerra da Ira, as Ered Luin desmoronaram bem no local do Monte Dolmed, que foi destruído junto com Nogrod.
Monte Gram
era uma montanha no norte de Eriador, mas sua localização exata é incerta, estando provavelmente em planaltos a leste das Hithaeglir ou nas Montanhas de Angmar. Outros dizem que o Monte Gram é o mesmo que o Monte Gundabad. Era habitada por orcs cujo exército foi certa vez atacado por Hobbits do Condado.
Monte Rerir
Era um pico das Ered Luin ao norte do lago Helevorn. As terras em redor da montanha pertenciam a Caranthir que construiu uma fortaleza nas encostas ocidentais. A fortaleza foi destruída durante a Dagor Bragollach.
Monte Gundabad
Era a montanha que marcava o fim das Montanhas Nebulosas ao norte, na Terra-média.
De acordo com os anões, Durin, o Imortal despertou lá, pouco após
o Despertar dos elfos, e aquele local foi para sempre um local sagrado aos anões.
No meio da Segunda Era, porém, os Orcs, comandados por Sauron, invadiram as montanhas e tomaram Gundabad,
e demorou bastante até que pudesse ser reconquistado.
Na Terceira Era, os orcs de Angmar novamente fizeram de lá sua capital, uma das razões do ódio existente
entre anões e orcs. Depois da queda de Angmar, Gundabad continuou como uma fortaleza orc, mesmo depois do Saque ocorrido
na guerra entre Orcs e Anões no fim da Terceira Era. O exército de elfos que lutou na Batalha dos Cinco Exércitos
provavelmente tomou para si a montanha, como é relatado em O Hobbit.
No início da Quarta Era Gundabad provavelmente voltou a ser dos Anões, quando suas forças começaram a proteger
as fronteiras.
Mordor

## O
Orocarni
Ou Montanhas Vermelhas, era uma cadeia de montanhas no leste. Nas encostas ocidentais, crescia a Floresta Selvagem, e perto de uma cachoeira de um rio que fluía para o Mar Interior de Helkar ficava Cuiviénen, o famoso lago do Despertar dos elfos.
Na parte norte, as Orocarni se ligavam às Ered Engrin, e por estarem muito a leste, os Elfos não iam lá,
e os humanos só chegaram lá na Quarta Era, e as Orocarni não aparece em nenhuma das
histórias do Livro Vermelho do Marco Ocidental, O Hobbit e O Senhor dos Anéis a saber.
Osgiliath
Foi a primeira capital de Gondor, construída em ambos os lados do Anduin entre Minas Anor e Minas Ithil. Osgiliath foi queimada durante a guerra civil e seus maiores prédios, como o Domo das Estrelas, foram arruinados. Muitos de seus habitantes morreram durante a grande praga em 1636 da Terceira Era e a maioria dos habitantes que sobreviveram fugindo se recusaram a retornar, por esse motivo em 1640 a corte real foi movida para Minas Anor.
Em 2475, Osgiliath foi tomada pelos uruks de Mordor, embora prontamente liberta por Boromir a cidade ficou completamente deserta e tornou-se um posto de guarda contra ataques do leste. Durante a Guerra do Anel Osgiliath foi atacada e em Junho de 3018 da Terceira Era sua última ponte foi derrubada e a parte leste da cidade tomada pelas forças de Sauron. Mais tarde, em Março de 3019, a parte oeste da cidade, defendida pelos Rangers de Ithilien, foi facilmente tomada. Não existem registros de sua reconstrução durante a Quarta Era.
O palantir principal era mantido em Osgiliath até sua perda, durante a guerra civil.

## P
Pelargir
É o Estaleiro dos Navios Reais, cidade e porto do delta do Anduin. Sendo a mais velha cidade de Gondor, Pelargir começou como um porto dos fieis, bem no início da Segunda Era. Foi lá que os filhos de Elendil aportaram depois da queda de Numenor, e era ali que os reis navegantes de Gondor alojavam suas grandes frotas. Da mesma forma que o resto de Gondor, Pelargir declinou lentamente com o avanço da Terceira Era, mas continuou a ser um movimentado porto fluvial, capaz de acomodar facilmente naus maritmas. Com a restauração do reino, no início da Quarta Era, Pelargir, tornou-se mais uma vez o principal porto de partida de boa parte do comércio de Gondor.
Pellenor
É uma planície que se estende diante dos portões da cidade de Minas Tirith até o Grande Rio Anduin. Nela foi travada a grande Batalha dos Campos de Pellenor.
Pélori
Era uma cadeia de montanhas que descia de norte a sul à leste de Aman. Foi erguida pelos Valar, para proteger suas terras contra o mal Melkor que há algum tempo dominara a Terra-Média. O ponto mais alto das Pélori era o pico chamado Taniquetil, que foi a mansão de Manwë e Varda.
Portos Cinzentos
Também chamados de Mithlond, os Portos Cinzentos eram habitados por Círdan, e se localizavam no Golfo de Lhûn, oeste de Eriador, entre os remanescentes das Montanhas Azuis. Fundado no início da Segunda Era, Mithlond foi o porto onde os primeiros barcos que vinham de Númenor atracaram; e de onde incontáveis navios élficos partiram em direção ao Antigo Oeste. Foi daqui que os Portadores dos Anéis partiram da Terra-média, e provavelmente ficou deserto e abandonado depois que Círdan partiu.

## R
Rauros
É uma enorme queda-d'água (ou uma catarata) que se localiza no rio Anduin, sendo cortada no meio por Tol Brandir, e nas suas beiradas os montes de Amon Hen e Amon Lhaw. Foi ali que Aragorn, Legolas e Gimli, ao sepultar o corpo de Boromir, o colocaram num dos barcos élficos e deixou a correnteza levar. O barco caiu nas cataratas de Rauros, e chegou a Gondor, quando foi visto por Faramir, passando por ele e indo em direção ao mar, onde não foi mais visto.
Rhudaur
Era um dos três reinos que ficaram divididos em Eriador após a morte do rei Eärendur (herdeiro de Isildur), devido a dissensões entre seus filhos: Arthedain, Rhudaur e Cardolan. Rhudaur ficava no nordeste, entre a Charneca Etten, as Colinas do Vento e as Montanhas Sombrias, mas também incluía o ângulo entre o Fontegris e o Ruidoságua. Ali moravam poucos dúnedain, e o poder foi tomado por um senhor maligno dos homens das colinas, que tinha uma aliança secreta com Angmar. Então Rhudaur se tornou uma cidade de homens maus e lutou, juntamente com Angmar, contra Arthedain e Cardolan. Argeleb, filho de Malvegil, rei de Arthedain, fortificou o Topo do Vento, mas foi morto em combate. Eram dois reinos contra dois: Angmar e Rhudaur (liderados pelo Rei bruxo), Arthedain e Cardolan. Tinha como capital a cidade de Cameth Brin.
Rivendell
Ruidoságua
Ou Bruinen é o rio, dentro das obras de Tolkien, que nascia das Montanhas Nebulosas, passava por Valfenda e corria a sudoeste. Mais ao sul, se encontrava com o Fontegris, pois o mesmo nascia acima do Ruidoságua, abaixo da Charneca Etten, e fazia o mesmo caminho: nascia das Montanhas Nebulosas e corria a sudoeste. Como os dois rios faziam o mesmo caminho, sendo um ao norte, e outro mais ao sul, se encontravam perto de Eregion e formavam o Ângulo. Entre estes dois rios há a Mata dos Trolls, e abaixo a Grande Estrada, que sai do Condado, passa por Bree, o Topo do Vento e termina em Valfenda.

## S
Sammath Naur
É uma câmara localizada dentro da Montanha da Perdição (ou também Orodruin), onde Sauron criou o Um Anel e, na qual, ao final da trama, Frodo Bolseiro o destruiu. A expressão, traduzida do élfico, significa: Câmaras de Fogo.

## T
Taniquetil

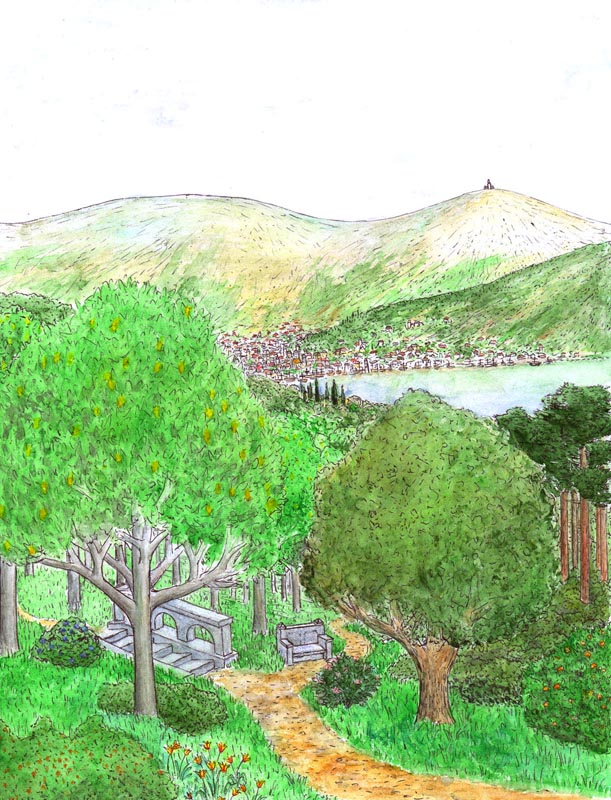
As Nísimaldar, árvores frequentes em Númenor.

É o "Alto Pico Branco", a maior montanha de Arda nas Terras Imortais e faz parte das Montanhas Pelóri nas costas de Aman. Em seu pico fica Ilmarin os Palácios do Rei e Rainha dos Valar. Os Vanyar, que vivem na montanha, chamam-na de Oiolossë que significa "Sempre Branco como Neve". A montanha tem o mesmo lugar em Arda como Monte Olimpo tem na Mitologia Grega.
Montanha onde ficava o trono de  Manwe, e onde ele reinou muito tempo com Varda.
Thangorodrim
São três grandes montanhas erguidas por Melkor à frente de Angband, no norte da Terra-Média, para servir como uma muralha. Os picos mais altos da Terra-Média, foram construídos com os restos das escavações realizadas para construir Angband. Supõe-se que as Thangorodrim tenham tido atividade vulcânica por terem sido usados como fornalhas pelos orcs e escravos de Morgoth.
As Thangorodrim tinham muitos penhascos, como o que Maedhros foi pendurado pelo punho direito até ser resgatado por Fingon. Também foi em um terraço em uma das montanhas, que Húrin foi aprisionado em uma cadeira de pedra.
Ao sul, na base da montanha do meio, havia um canyon com o Grande Portão de Angband. Lá Carcharoth ficava guardando a entrada, após estar crescido. Outros portões menores e secretos também existiam em outros pontos das montanhas, para que as hostes de Morgoth pudessem atacar de surpresa quem passasse por lá.
As Thangorodrim foram destruídas na Guerra da Ira no final da Primeira Era. Quando Ancalagon, o maior de todos os dragões, foi morto por Eärendil, ele caiu em cima das Thangorodrim, o que desencadeou sua destruição.
O nome "Thangorodrim" significa "Grupo de Montanhas da Opressão" em sindarin.
Terras Castanhas
São as terras desérticas que se localizam entre sul da Floresta das Trevas, e as Emyn Muil; e a leste do rio Anduin.
Tol Brandir
É uma grande coluna de pedra que fica no meio do rio Anduin quando este cai nas cataratas de Rauros. Fica entre Amon Hen e Amon Lhaw.
Tol Eressëa
Era uma ilha muito grande, de onde vinham as árvores chamadas Mallorns. Seu nome significa, em Alto-élfico, Ilha Solitária, pois situava-se no meio do Grande Mar, distante de todas as terras.
Consta que o vala Ulmo, Senhor dos Mares, empurrou esta ilha pelo mar duas vezes, transportando os Elfos da Terra-média para Aman, no episódio conhecido como "Grande Marcha dos Elfos". Depois desse acontecimento, a ilha foi colocada próximo às praias do lado leste daquele continente, na Baía de Eldamar, e lá passaram a morar os Elfos da estirpe dos Teleri, grandes cantores e marinheiros, que posteriormente passaram a morar no continente de Aman, no Porto de Alqualondë.
Com o fim da Primeira Era, muito dos Elfos exilados na Terra-média (os da estirpe dos Noldor por assim dizer) voltaram a Aman, e passaram a viver em Tol Eressëa. Sua principal cidade era Avallónë.
No fim da Terceira Era, época em que termina a Guerra do Anel, relatada em O Senhor dos Anéis, os Hobbits Frodo e Bilbo recebem uma honra especial, podendo partir no último barco para as Terras Imortais.
Tol Sirion
É a ilha localizada no Sirion, cuja construção é a torre feita por Finrod, a Minas Tirith (não confundir com Minas Tirith). A torre passou a ser chamada Tol-in-Gaurhoth depois de ser capturada por Sauron. Lá Beren foi aprisionado até Lúthien vir resgatá-lo juntamente com Huan.
Trevamata
É chamada por esse nome após a morada de Sauron em Dol Guldur, onde começara sua escuridão. Ao norte é a morada de alguns elfos que tem por rei Thranduil, pai de Legolas

## U
Umbar
É um país ao redor de uma baía ao sul da Terra Média, que foi uma segunda morada dos Númenoreanos para comércio, mas dominada pelos numenoreanos negros que passaram a viver ali após o naufrágio de Númenor quando seu rei era Ar-Pharazôn. Foi conquistada por Gondor durante um certo período na Terceira Era, mas perdida algum tempo depois.Quando Umbar sumiu alguns seres da terra-media acreditam que Umbar foi destruída por dragões na quarta era.
Utumno
É a primeira fortaleza erguida por Morgoth. Também é conhecida por Udûn, que significa "inferno" em Sindarin. Utumno foi construída por Melkor após o retorno de sua primeira expulsão de Arda. Os Valar já haviam criado as Duas Lâmpadas, e Utumno foi construída sob as Ered Engrin, onde a luz das Lâmpadas era fraca. Ela é dita por ser a maior fortaleza que o Mundo já havia visto.
Utumno era sua base de operações durante os Anos dos Valar e de lá ele empreendeu a destruição das Lâmpadas e a Corrupção de Arda. Também lá os primeiros elfos capturados ficaram, e deu-se o início da raça Orc. Durante a Guerra dos Valar contra Melkor, na Era das Árvores os portões de Utumno foram destruídos e ela foi destruída em sua superfície, embora não completamente, e Melkor, acorrentado e preso. Utumno continuou existindo até mesmo depois da Terceira Era, não em tanta magnitude como no início, só que sendo um centro cheio de horror e terror, para onde os Seres sombrios fugiam para se esconderem, procriarem, tramarem e lá se aglomeraram em grandes quantidades.

## V
Valle
É uma cidade que tem parte no continente da Terra-média, criado por J. R. R. Tolkien. Sua maior importância é no livro O Hobbit. Nessa obra, Valle é habitada pelos homens no Celduin, próxima à Montanha Solitária. Foi destruída pelo dragão Smaug e depois reconstruída.
Às sombras da Montanha Solitária, Valle ficou vazia por muitos anos durante o domínio de Smaug na região, mas depois da Batalha dos Cinco Exércitos de O Hobbit, onde Bilbo Bolseiro e os Anões entram na montanha para recuperar um tesouro dos anões "roubado" por Smaug, que foi morto. A Batalha dos Cinco exércitos começou com uma discussão sobre a quem pertencia o tesouro. Quando tudo se resolveu, os Anões conseguiram restaurar seu reino e os homens voltaram para Valle.
Foi saqueada uma segunda vez na época da Guerra do Anel por invasores de Mordor e pelos Orientais. O povo de Valle refugiou-se na Montanha Solitária com os anões, e durante a Batalha de Valle o rei Dáin II, o Pé-de-ferro, de Erebor e o rei Brand de Valle foram mortos. Depois da queda de Sauron o cerco foi rompido e Valle foi novamente reconstruída.
O mago Gandalf teve participação indireta na reconstrução de Valle, já que providenciou ajuda vital à missão de matar Smaug. Alguns acreditam que ele previu a guerra e assim fez para criar mais um obstáculo para Sauron.
Valmar
Era a cidade onde viviam os Valar na terra de Valinor. Já no poema Namárië, Valimar é usada referindo-se ao nome Valinor.
Vinyamar
Seu nome significa "Nova Morada", e é a cidade de elfos fundada pelo seu rei na época (Turgon) e seus seguidores após a chegada à Terra-Média no início da Primeira Era. Está localizada no Monte Taras, em Nevrast, no extremo oeste de Beleriand. Tornou-se inabitada após Turgon e seu povo terem partido para um novo local, um local desconhecido para todos os outros habitantes de Beleriand, chamado Gondolin. Foi para lá que Tuor chegou após ter sido guiado por Ulmo, encontrando-a escura, cheia de plantas entre suas colunas, e habitada por cisnes. Lá Tuor conversa com o Vala Ulmo, e encontra-se com Voronwë para partirem em direção a Gondolin para que Tuor representasse Ulmo perante o rei Turgon para levar sua mensagem.